# Heinz Meininger

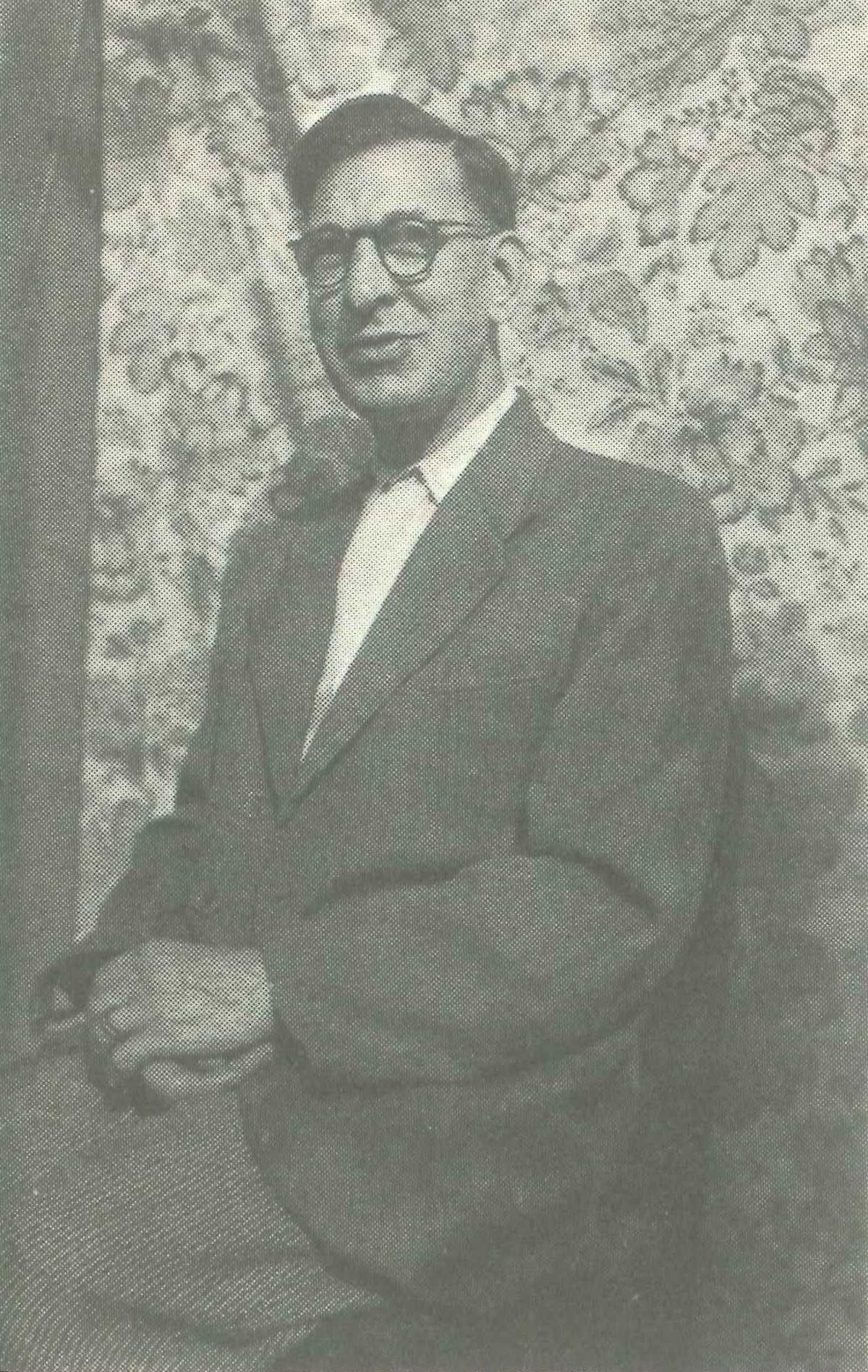
Heinz Meininger, 1949. Unbekannter Fotograf. Aus: Joachim S. Hohmann (Hrsg.): Keine Zeit für gute Freunde, 1982.

Heinrich Carl August ‚Heinz’ Meininger (* 22. April 1902 in Frankfurt am Main; † 16. Juli 1983 in Frankfurt am Main) war ein Vereinsaktivist der Homophilenbewegung und beruflich Häfner bzw. kaufmännischer Angestellter.

## Leben und Wirken
Meininger wurde als Sohn eines evangelischen Schlossers und dessen katholischer Ehefrau geboren. Obwohl er einer der prominentesten Aktivisten der 2. Homosexuellenbewegung während der 1950er-Jahre in der Bundesrepublik Deutschland war, ist wenig über sein Leben und seine gesellschaftspolitischen Positionen bekannt. Gesichert ist, dass er in einer Zeit, als Frankfurt am Main Hochburg der Emanzipationsbestrebungen homosexueller Männer wurde, mit Hans Giese und dem Kaufmann  Hermann Weber zusammenarbeitete.
Im Gegensatz zu seinen Mitstreitern verteidigte Meininger allerdings „in der frühen Nachkriegszeit die Bedürfnisse homosexueller Männer nach Geselligkeit, Unterhaltung und Selbstentfaltung und bot ihnen in Form eines Vereins und einer Mitgliederzeitschrift Raum. Dabei erlangte er überregionale Bedeutung.“ Gemeinsam mit dem Neurologen Wolfgang Bredtschneider gründete Meininger den homophilen „Verein für humanitäre Lebensgestaltung“ (VhL), der rasch auf 120 Mitglieder anwuchs. Meininger wurde Erster Vorsitzender des VhL, der sich zunächst im Frankfurter Lokal „Kleist-Casino“ in der Großen Bockenheimer Straße traf. Zeitweilig war der Würzburger Konstantin Ortloff Meiningers Vertreter und Zweiter Vorsitzender des VhL.
Bei einem dieser geselligen Zusammenkünfte kam es 1949 zu „einer massiven Polizeiaktion gegen das ‚Kleist-Casino‘ […]. Nachdem das Lokal von etwa 60 amerikanischen und deutschen Polizisten umstellt worden war, gingen Uniformierte mit vorgehaltenen Waffen und unter dem Aufgebot von 16 Fotografen von Tisch zu Tisch, um alle Anwesenden fotografieren zu lassen.“ Meininger legte zusammen mit  Hermann Weber und dem Wirt des „Kleist-Casinos“ eine Beschwerde gegen die Aktion beim Frankfurter Polizeipräsidenten Willy Klapproth ein.
Laut Raimund Wolfert stellte sich dieses „Vorgehen der Polizei gegen die Besucher des ‚Kleist-Casinos‘ wie ein Auftakt zu den“ Frankfurter Homosexuellenprozessen 1950/1951 dar, welche die Frankfurter Staatsanwaltschaft über die Instrumentalisierung des Strichjungen Otto Blankenstein initiierte. Es kam zu etwa 240 polizeilichen Ermittlungen gegen 280 Männer, denen man homosexuelle Handlungen vorwarf. Ca. 100 Männer wurden verhaftet. Es sollen über 700 mutmaßlich homosexuelle Männer vernommen worden sein. Mitglieder des VhL, wie etwa Erich Schmidt-Leichner oder Rudolf Eims, wandten sich aktiv gegen die staatlichen Verfolgungen.
Wohl auch aufgrund des daraus resultierenden Rückzugs vieler  Homosexueller aus der Subkultur geriet der VhL in eine tiefe Krise, sodass ihm Ende des Jahres 1950 weniger als 40 Mitglieder angehörten. Auch auf dieser Grundlage schlussfolgert Raimund Wolfert: „Die meisten Verbindungslinien zwischen der organisierten ‚Homophilenbewegung' des Ffter Raums und der Prozesswelle sind unklar. Es hat fast den Anschein, als hätten sich die Aktivisten im Kampf gegen Ronimis Strafkammer zurückgehalten und seien ‚abgetaucht', um selbst nicht in die ‚Schusslinie' zu geraten.“
Auf Vermittlung Heinz Meiningers fand vom 29. August bis zum 2. September 1952 der zweite internationale Kongress des niederländischen „International Committee for Sexual Equality“ (ICSE) in Frankfurt statt. Der Kongress wurde unter dem Titel „Sittengesetze und sexuelle Gleichberechtigung“  an der Frankfurter Universität ausgetragen. Zu den Teilnehmern gehörten unter anderem „Floris van Mechelen“ (Henri Methorst, 1909–2007) aus den Niederlanden, Norman Haire aus Großbritannien und „Donald Webster Cory“ (Pseudonym für Edward Sagarin) aus den USA. Zentraler Akteur war Meininger auch bei der Konzeption einer „Alternative für die Hamburger Zeitschrift ‚Die Freunde', die wegen vermeintlich unzüchtiger Abbildungen verboten worden war“. Die Mitgliederzeitschrift des VhL, „Die Gefährten“, „erschien zwischen Mai 1952 und August 1954 als „Monatsschrift für Menschlichkeit, Wahrheit und Recht“ – so ihr Untertitel – mit insgesamt 24 Ausgaben. Zentrale Mitarbeiter der Zeitschrift waren bekannte (‚homophile') Journalisten, Schriftsteller und Aktivisten“.
1952 verfasste Meininger in Kooperation mit  Hermann Weber „ein Memorandum an die Abgeordneten des Deutschen Bundestages“. In diesem forderten die beiden Aktivisten, diskriminierende Strafgesetze gegen Homosexualität aufzuheben bzw. zu ändern. Das Memorandum blieb erfolglos.
Es lässt sich nicht feststellen, wie lange Meininger noch aktiv im VhL war. Seine letzten Lebensjahre soll der Homophilenaktivist in einem Frankfurter Altersheim zugebracht haben.